# Peking Express
Peking Express war eine Abenteuer-Show im Realityformat, die von Mai bis Juli 2005 bei RTL ausgestrahlt wurde. Acht Paare traten an, um eine Strecke von rund 10.000 km von Moskau nach Peking zu bewältigen.

## Allgemeines
Das Rennen begann im August 2004 und dauerte insgesamt 44 Tage. Die acht Paare mussten in zwölf Etappen von Moskau nach Peking gelangen. Dabei mussten sie mit allerhand Problemen zurechtkommen. Dazu gehörten die fehlenden Kenntnisse der jeweiligen Landessprache, das wechselnde Klima, Krankheiten und die tägliche Organisation eines Schlafplatzes. Zu der spärlichen Ausrüstung zählten Landkarten in Landessprache, ein kyrillisches Alphabet, ein Papier, auf dem ihre Situation in der Landessprache erklärt wurde sowie ein Budget von einem Euro je Tag und Person.
Inspiriert wurde die Serie durch Jerry Bruckheimers The Amazing Race, welches aber ein leicht abgeändertes Konzept aufweist.
Peking Express wurde von Patrice Bouédibéla moderiert. Die Titelmelodie ist „Summon the Worms“ von Brian Tyler aus dem Album Children of Dune.
Ein ähnliches Format (Band Trip) strahlte der Musiksender MTV ab Mai 2007 in einer sechsteiligen Serie aus. Hierbei traten die Bands Madsen und Itchy Poopzkid gegeneinander an.

## Spielregeln

### Etappen
In jeder Folge wurde eine Etappe gezeigt, die in drei oder vier Tagen bewältigt wurde. Die Spieler durften sich ausschließlich tagsüber und per Anhalter fortbewegen. Nachts mussten sie sich selbst einen Schlafplatz bei den Einheimischen suchen. Jedes Paar wurde von einem Kamerateam begleitet. Die Mitarbeiter durften dabei aber nicht mit den Kandidaten kommunizieren und ihnen nicht helfen. Nachts waren die Kandidaten mit ihren jeweiligen Gastgebern allein.
Wer das Etappenziel als Erster erreichte, wurde Etappensieger. Bis zur siebten Etappe gab es eine Rangliste. Nach der Reihenfolge, in der die Paare am jeweiligen Etappenziel ankamen, wurden Punkte verteilt. Daraus ergab sich auch die Reihenfolge zum Start der nächsten Etappe (Zeitvorsprung). Das Paar, das am Ende einer sogenannten „Ausscheidungsetappe“ die wenigsten Punkte hatte, musste das Rennen beenden.
Ab der achten Etappe galt ein einfaches K.-o.-System. Nun musste am Ende jeder zweiten Etappe (9. und 11. Etappe) das Team gehen, das als letztes am Ziel ankam. Die letzten beiden verbliebenen Paare bestritten das Finale in Peking.

### Amulette und Boni
Bei den Amulett-Spielen, die an einem Ort mitten auf der Etappe stattfanden, ging es um Geld. Auf den ersten Etappen nahmen alle noch im Rennen befindlichen Paare an den Spielen statt, später nur noch die beiden Paare, die den Spielort als Erste erreichten. Die letzten beiden Amulett-Spiele fanden beim Finale in Peking statt. Jedes Amulett war 10.000 € wert, insgesamt waren zehn Amulette, also bis zu 100.000 €, zu gewinnen. Das Geld wurde an das Paar ausgezahlt, welches das Finale in Peking gewann. Wenn ein Paar, das Amulette besaß, unterwegs ausschied, musste es diese an ein Paar seiner Wahl abgeben. Hatte das Paar mehr als ein Amulett, musste es alle an ein einziges Paar abgeben.
An den „Bonus-Spielen“ nahmen die ersten zwei bzw. drei Paare teil, die am Spielort eintrafen. Das Gewinner-Paar erhielt einen Distanzvorsprung.

### Finale
Am Ende der letzten Etappe fand in Peking das Finale statt. Die beiden noch im Spiel befindlichen Paare mussten dabei diversen Hinweisen quer durch die chinesische Hauptstadt folgen. An zwei Orten fanden die letzten Amulett-Spiele statt. Anja und Marc erreichten das Ziel (Drum Tower) als erstes Paar und gewannen damit das Rennen und 90.000 €.

## Kandidaten
Folgende Paare waren am Rennen beteiligt. Sie sind nach ihrem Erfolg geordnet.
- Anja und Marc aus Köln (Gewinner)
- Susanne und Meik aus Düsseldorf
- Eva und Harald aus Düsseldorf
- Pia und Janine aus Elsdorf und Bergheim
- Eva und Hans Jörgen aus Mönchengladbach
- Stephan und Steffen aus Bad Staffelstein und Michelau
- Norbert und Klaus aus Trendelburg und Siegsdorf
- Nadine und Kim aus Mönchengladbach und Korschenbroich

## Etappen
Die Etappen führten durch Russland, die Mongolei und China:

### Russland
- 1. Etappe: Moskau – Kasan
- 2. Etappe: Kasan – Jekaterinburg
- 3. Etappe: Jekaterinburg – Omsk
- 4. Etappe: Omsk – Nowosibirsk
- 5. Etappe: Nowosibirsk – Krasnojarsk
- 6. Etappe: Krasnojarsk – Irkutsk
- 7. Etappe: Irkutsk – Ulan-Ude

### Mongolei
- 8. Etappe: Süchbaatar – Ulan Bator
- 9. Etappe: Ulan Bator – Tschoir
- 10. Etappe: Tschoir – Sainschand

### China
- 11. Etappe: Datong – Chengde
- 12. Etappe: Chengde – Peking und Finale in Peking

## Ausstrahlung und Einschaltquoten
Die Staffel wurde bereits im Sommer 2004 gedreht. Ab dem 6. Mai 2005 wurde die Sendung freitags um 21:15 Uhr auf RTL ausgestrahlt.
| Datum                        | Zuschauer | Zuschauer       | Marktanteil | Marktanteil     | Quelle |
| Datum                        | Gesamt    | 14 bis 49 Jahre | Gesamt      | 14 bis 49 Jahre | Quelle |
| ---------------------------- | --------- | --------------- | ----------- | --------------- | ------ |
| 6. Mai 2005 (1. Folge)       | 3,12 Mio. | 1,61 Mio.       | 10,6 %      | 13,4 %          | [ 4 ]  |
| 13. Mai 2005                 | 2,87 Mio. | 1,58 Mio.       | 10,5 %      | 14,3 %          | [ 5 ]  |
| 20. Mai 2005                 | 2,61 Mi0. |                 | 9,5 %       |                 | [ 6 ]  |
| 27. Mai 2005                 | 2,07 Mio. | 1,01 Mio.       | 9,2 %       | 11,5 %          | [ 6 ]  |
| 3. Juni 2005                 | 2,23 Mio. | 1,36 Mio.       | 8,8 %       | 13,5 %          | [ 7 ]  |
| 10. Juni 2005                | 2,13 Mio. | 1,30 Mio.       | 7,8 %       | 11,8 %          | [ 8 ]  |
| 22. Juli 2005 (Letzte Folge) | 2,18 Mio. | 1,37 Mio.       | 8,1 %       | 12,9 %          | [ 2 ]  |

## Reaktionen
Peking Express wurde vom veranstaltenden TV-Sender RTL als „das größte Abenteuer ihres Lebens“ angekündigt. Die gleiche Show (mit anderen Kandidaten) war im Jahr 2004 bereits auf VT4 im belgischen und auf Net5 im niederländischen Fernsehen mit großem Erfolg gelaufen, wo sogar eine zweite Staffel (2005) von Peking nach Mumbai und eine dritte Staffel (Peking Express – de Mekong Route – 2006) von der Mündung des Mekong-Flusses in Vietnam diesen entlang durch Vietnam, Kambodscha, Laos und China zum Ziel an der Quelle in Tibet realisiert wurden. Das Finale fand in der Hauptstadt Lhasa statt. Die vierte Staffel (Peking Express – VIPS), mit Prominenten besetzt, ging durch Indien und wurde im Sommer/Herbst 2006 ausgestrahlt. 2007 lief die fünfte Staffel, in der die Kandidaten Südamerika von Ost nach West durchtrampten.
Auch in Frankreich lief Peking Express 2006 mit großem Erfolg und eine zweite Staffel, wie in Holland/Belgien die Himalaya-Route, lief 2007. Inzwischen wurde (Stand: Juni 2010) die fünfte Staffel ausgestrahlt. Des Weiteren läuft Peking Express inzwischen in Schweden, Dänemark, Norwegen (Koproduktion) und Spanien.
Bei RTL hatte Peking Express für den Sender hingegen nur mäßige Einschaltquoten. Ein ursprünglich geplantes Making-of wurde nicht ausgestrahlt. Einer der Gründe für diesen Misserfolg kann eine falsche Erwartungshaltung bei den Zuschauern gewesen sein. In den vergangenen Jahren hatten Reality-Shows durch Formate wie Big Brother und Ich bin ein Star – Holt mich hier raus! ein negatives Image erhalten. Das RTL-Format zeigte gegenüber den Staffeln der anderen Länder Schwächen in der Umsetzung auf, da hier weniger die Reiseerlebnisse der Teilnehmer, sondern mehr die Auseinandersetzungen zwischen den Teams in den Vordergrund gestellt wurden.
Die Kandidaten zogen jedoch durchweg ein positives Fazit. Neben vielen geographischen Sehenswürdigkeiten wie dem Baikalsee und der Chinesischen Mauer beeindruckte sie vor allem die große Gastfreundschaft und die Unterstützung durch die einheimische Bevölkerung. Die Teilnehmer waren mehrheitlich unzufrieden mit der Umsetzung durch RTL.